# دیر سلسی
دیر سلسی (انگلیسی: Selsey Abbey) در سال ۶۸۱ توسط پادشاه ساسکس، اولین پادشاه مسیحی شناخته شده، ساخته شد. پادشاهی ساسکس آخرین ناحیه از زبان انگلیسی است که در انگلستان به سر می‌برد. مکان دیر سلسی در شمال سلسی بود.